# 德拉科·马尔福
德拉科·馬爾福（英語：Draco Malfoy），是英國作家J·K·羅琳的奇幻小說系列《哈利波特》中的一個虛構角色。德拉科是跟哈利·波特同屆的斯萊特林學院學生。他經常由兩名親信文森·克拉（Vincent Crabbe）和格瑞·高爾（Gregory Goyle）陪伴在左右，二人充當著其心腹。德拉科被描述為一個懦弱的惡霸，他為了得到自己想要的東西而欺騙和傷害別人，他是個狡猾的魔法使用者；然而，他其實只是為了家族，成為食死徒也只是因他的父親曾是伏地魔的得力助手。在和哈利波特初見時，曾友好地伸出手，想和哈利波特建立友好關係，但哈利波特卻沒回握、拒絕了他，要知道馬爾福家族的榮耀是不允許被踐踏、拒絕的。在哈利波特系列電影中，德拉科的角色由湯姆·費爾頓飾演。

## 角色發展
德拉科是作為主角哈利·波特的角色映襯，並且是羅琳於其學生時代所遇到的欺凌。哈利第一次遇到德拉科勢利的偏執是在二人於摩金夫人各式長袍店的初次相遇之後。羅琳利用馬份一家把偏執與不寬容的主題引入到場景設定中，人們通常只根據他們的血統優劣而非他們良好的品格或成就來作判斷。德拉科秉承著其家族的信念，認為麻瓜出身的巫師和女巫不應該有機會接受魔法教育，他跟其他角色會以具貶義的稱號「麻瓜」來描述他們。哈利在遇見德拉科後，使他對巫師社區是個「魔幻仙境」的第一印象瞬間破碎。羅琳說，「(哈利) 發現魔法世界中的許多掌權者跟我們的世界一樣腐敗和骯髒。」
在《神秘的魔法石》最早的草稿中，德拉科·馬爾福最初被命名為「跩哥·斯彭根（Draco Spungen）」，「德拉科」這名字可能源於創造了一部苛刻法律的第一位雅典立法者，這個名字在拉丁語中的意思為龍或蛇，同時它也有天龍座的意思；這符合著該純血巫師家族以星座為孩子命名的傳統。其姓氏「斯彭根」也曾出現於羅琳拍攝前的列表中，但已被劃去，並以姓氏「斯賓克斯（Spinks）」取而代之，後來「馬爾福（Malfoy）」這姓氏則是在列表完成後添加上去的。菲利普·尼爾（Philip Nel）認為，馬爾福這個姓氏可能源自法語中的短語「／」，其意思為背信棄義和欺詐。在尼爾森（Nilsen）跟尼爾森（Nilsen）於2002年發表的一篇文章中，爭論指「德拉科（Draco）」帶有嚴苛的內涵，而其姓氏以「mal」為始，其法語的前綴中為「壞人」或「邪惡」的意思。
德拉科於其母系中的許多親戚（布萊克家族）都是以星星或星座來命名，例如：天狼星·布萊克、獅子阿爾發·布萊克、天鵝星·布萊克（Cygnus Black）、獵戶座·布萊克（Orion Black）、美黛·東施，以及貝拉·雷斯壯。根據這個傳統，德拉科·馬爾福最終亦以另一個星座給其兒子命名：天蠍座。

## 人物性格與特徵

### 外觀上
德拉科·馬爾福生於1980年6月5日，作為馬爾福家獨生子的他跟其馬爾福家族的絕大部分成員一樣，都是史萊哲林學院的學生。德拉科·馬爾福被描述為一名身形高大苗條的男孩，有著著一張雪白的尖臉、金光閃閃的淡金色頭髮和好看的冰灰色的眼睛。

### 性格上
德拉科·馬爾福是個典型的被寵壞的貴族公子；他相信其家庭的財富和社會地位讓他有權欺負比自己更貧窮的人，例如榮恩·衛斯理。他還以「麻種」來稱呼妙麗·格蘭傑以侮辱其麻瓜出身者的身份，正如魯霸·海格所說，這個是在文明對話中不該使用的術語。這就是羅琳於1999年的訪談中解釋的那樣：「他是一個偏執狂和惡霸，並正如我所說，在最精細的意義上，他確切地知道甚麼會傷害別人。」
在2005年7月的一次採訪中，羅琳補充指，德拉科跟哈利並不相似，德拉科從未對自己的行為感到自責：「我認為德拉科·馬爾福是個非常有能力劃分自己的生活和情緒的人，而且一直都如此。所以他收起自己的憐憫之心，使他能夠有效地欺負別人。他收起了同情心—否則你怎麼會成為食死徒？」
德拉科·馬爾福與達力·德思禮都被灌輸了其父母的信念。在他於中首次出場時，他的傲慢態度立即讓哈利·波特聯想到其愚蠢、傲慢的麻瓜表哥。及後在霍格華茲大廳前樓梯上，德拉科曾對哈利說道：「你很快就會發現，有些巫師家庭要比其他家庭好很多，波特。你不會想跟另類的人交朋友吧。在這一點上我能幫助你。」在遭到哈利冷冷地拒絕了之後，他跟哈利便成為了死對頭。羅琳評論道：「在德拉科·馬爾福得到他想要的東西—成為食死徒的那一刻，並且如《混血王子的背叛》中那樣接受佛地魔的使命時，現實終於擊中了他」，因為他的夢想是「如此不同」。羅琳還表示德拉科·馬爾福確實存在著一種道德上的懦弱，但他並非完全是壞人。
作為一名食死人經歷了第二次巫師戰爭的恐怖之後，跩哥放棄了其最初所堅信的純血信念，並且成長為一個比其年少時更好的一個人，對巫師世界的非純血統的人變得更加寬容和接受。他還確保把其兒子天蠍訓練成比自己年輕時更好的孩子，這讓天蠍對哈利的兒子阿不思·賽佛勒斯表現出善意並成為朋友，作為他洗心革面的證據。

### 魔法能力與技巧
在這個系列中，德拉科·馬爾福被描繪成一個狡猾、能幹的年輕巫師。他的魔杖精確至正好為10英寸，並由山楂木製成，帶有獨角獸羽毛的杖芯，奧利凡德並且指它為「相當有彈性」。
德拉科在他於霍格華茲二年級的時候，他成功地對哈利施展了舞步（Tarantallegra curse），這個咒語也是食死徒安東寧·杜魯哈於第五集小說中所使用的詛咒，並且還成功地在同一場景中施展了「蛇蛇攻（Serpensortia）」的咒語，從他的魔杖中召喚出一條蛇，就如佛地魔後來於第五集小說中對鄧不利多所做的那樣，以及石內卜在最後一集小說中對抗麥教授那般。
德拉科的性格在第六集小說中有進一步的發展，他是少數能夠達到修讀高階魔藥學所需水平的學生之一德拉科在鎖心術方面也證明了自己的能力，這是他從其姨媽貝拉·雷斯壯身上學習所得的。羅琳回憶起跟其編輯討論德拉科·馬爾福已經掌握了鎖心術而哈利卻沒有的事情，作者說這是因為德拉科·馬爾福是個「非常有能力劃分他的生活和情緒的一個人」。當被問及德拉科·馬爾福的護法咒是甚麼形狀時，羅琳回答指，德拉科·馬爾福至少在第六集小說的結尾都無法召喚其護法，因為這不是霍格華茲常規課程所教授的魔法。

### 家庭
馬爾福家族是《哈利波特》系列中為數不多純血統的巫師家族之一，也是其中一個最富裕且歷史悠久的巫師家族。該系列中的反麻瓜編輯布魯圖斯·馬爾福就是他們的祖先。德拉科·馬爾福的三名祖父母已被確認，分別為：阿不拉薩·馬爾福（Abraxas Malfoy）、天鵝星·布萊克（Cygnus Black）和卓雅拉·羅西兒（Druella Rosier）。阿不拉薩·馬爾福於該系列開始之前便去世了，而他跟赫瑞司·史拉轟教授的朋友。德拉科·馬爾福的父親魯休思·馬爾福於兩次巫師戰爭中都有著食死人的身分，後來盧修斯跟娜茜莎·馬爾福（娘家姓氏為布莱克）結婚並誕下了獨生子德拉科·馬爾福，德拉科也因此同時成為了這兩個古老巫師家族的後裔。
德拉科·馬爾福是該系列中所介紹的第一位馬份家族的成員。馬爾福一家透過娜茜莎·馬爾福的關係而跟天狼星·布莱克的家族有血緣關係，使德拉科·馬爾福成為了貝拉·雷斯壯和美黛·東施姨甥，因此跩哥也透過其母親的關係而跟小仙女·東施成為表親。馬爾福一家居於馬爾莊園，那是一座優雅的豪宅，位於英國西部的威爾特郡，他們由家庭小精靈多比服務，直至尾聲。他們極端地為其純種巫師血統而驕傲，並厭惡著麻瓜（非巫師）家庭出生的巫師。
馬爾福家族作為一個在巫師界受人尊敬的富裕紳士家庭，主要來自盧修斯對魔法部及聖蒙果醫院的捐獻，以及由於他在霍格華茲理事會擔任主席的職位因而對霍格華茲及魔法部具影響力。然而，他在第二輯小說的結尾中被免職，並在中的神秘事務部之戰後被囚禁於阿茲卡班。儘管馬爾福一家在這些事件發生之前保持著讓人可敬但虛假的形象，然而巫師界的一些人從前就知道馬爾福一家效力於佛地魔與黑魔法。眾所周知，盧修斯曾利用賄賂和威脅手段以鞏固其地位，德拉科·馬爾福也不斷地利用其精英地位跟父親的名聲與影響力來獲取優勢並威脅別人。
| \| \| \| \| \| \| \| \| \| \| \| \| \| \| \| \| \| 斐尼亞·耐吉·布莱克 \| \| \| \| \| \| \| \| \| \| \| \| \| \| \| \| \| \| \| \| \| \| \| \| \| \| \| \| \| \| \| \| \| \| \| \| \| \| \| \| \| \| \| \| \| \| \| \| \| \| \| \| \| \| \| \| \| \| \| \| \| \| \| \| \| \| \| \| \| \| \| \| \| \| \| \| \| \| \| \| \| \| \| \| \| \| \| \| \| \| \| \| \| \| \| \| \| \| \| \| \| \| \| \| \| \| \| \| \| \| \| \| \| \| \| \| \| \| \| \| \| \| \| \| \| \| \| \| \| \| \| \| \| \| \| \| \| \| \| \| \| \| \| \| \| \| \| \| \| \| \| \| \| \| \| \| \| \| \| \| \| \| \| \| \| \| \| \| \| \| \| \| \| \| \| \| \| \| \| \| \| \| \| \| \| \| \| \| \| \| \| \| \| \| \| \| \| \| \| \| \| \| \| \| \| 沃布爾加·布萊克 \| 沃布爾加·布萊克 \| 沃布爾加·布萊克 \| 沃布爾加·布萊克 \| 沃布爾加·布萊克 \| 沃布爾加·布萊克 \| \| \| 獵戶星·布萊克 \| 獵戶星·布萊克 \| 獵戶星·布萊克 \| 獵戶星·布萊克 \| 獵戶星·布萊克 \| 獵戶星·布萊克 \| \| \| \| \| 天鵝星·布萊克 \| 天鵝星·布萊克 \| 天鵝星·布萊克 \| 天鵝星·布萊克 \| 天鵝星·布萊克 \| 天鵝星·布萊克 \| \| \| 卓雅拉·羅西兒 \| 卓雅拉·羅西兒 \| 卓雅拉·羅西兒 \| 卓雅拉·羅西兒 \| 卓雅拉·羅西兒 \| 卓雅拉·羅西兒 \| \| \| \| \| \| \| \| \| \| \| \| \| \| \| \| \| \| \| \| \| \| \| \| \| \| \| \| \| \| \| \| \| \| \| \| \| \| \| \| \| \| 沃布爾加·布萊克 \| 沃布爾加·布萊克 \| 沃布爾加·布萊克 \| 沃布爾加·布萊克 \| 沃布爾加·布萊克 \| 沃布爾加·布萊克 \| \| \| 獵戶星·布萊克 \| 獵戶星·布萊克 \| 獵戶星·布萊克 \| 獵戶星·布萊克 \| 獵戶星·布萊克 \| 獵戶星·布萊克 \| \| \| \| \| 天鵝星·布萊克 \| 天鵝星·布萊克 \| 天鵝星·布萊克 \| 天鵝星·布萊克 \| 天鵝星·布萊克 \| 天鵝星·布萊克 \| \| \| 卓雅拉·羅西兒 \| 卓雅拉·羅西兒 \| 卓雅拉·羅西兒 \| 卓雅拉·羅西兒 \| 卓雅拉·羅西兒 \| 卓雅拉·羅西兒 \| \| \| \| \| \| \| \| \| \| \| \| \| \| \| \| \| \| \| \| \| \| \| \| \| \| \| \| \| \| \| \| \| \| \| \| \| \| \| \| \| \| \| \| \| \| \| \| \| \| \| \| \| \| \| \| \| \| \| \| \| \| \| \| \| \| \| \| \| \| \| \| \| \| \| \| \| \| \| \| \| \| \| \| \| \| \| \| \| \| \| \| \| \| \| \| \| \| \| \| \| \| \| \| \| \| \| \| \| \| \| \| \| \| \| \| \| \| \| \| \| \| \| \| \| \| \| \| \| \| \| \| \| \| \| \| \| \| \| \| \| \| \| \| \| \| \| \| \| \| \| \| \| \| \| \| \| \| \| \| \| \| \| \| \| \| \| \| \| \| \| \| \| \| \| \| \| \| \| \| \| \| \| \| \| \| \| \| 天狼星·布萊克 \| 天狼星·布萊克 \| 天狼星·布萊克 \| 天狼星·布萊克 \| 天狼星·布萊克 \| 天狼星·布萊克 \| \| \| 獅子阿爾發·布萊克 \| 獅子阿爾發·布萊克 \| 獅子阿爾發·布萊克 \| 獅子阿爾發·布萊克 \| 獅子阿爾發·布萊克 \| 獅子阿爾發·布萊克 \| \| \| \| \| 貝拉·布萊克 \| 貝拉·布萊克 \| 貝拉·布萊克 \| 貝拉·布萊克 \| 貝拉·布萊克 \| 貝拉·布萊克 \| \| \| 道夫·雷斯壯 \| 道夫·雷斯壯 \| 道夫·雷斯壯 \| 道夫·雷斯壯 \| 道夫·雷斯壯 \| 道夫·雷斯壯 \| \| \| 美黛·布萊克 \| 美黛·布萊克 \| 美黛·布萊克 \| 美黛·布萊克 \| 美黛·布萊克 \| 美黛·布萊克 \| \| \| 泰德·東施 \| 泰德·東施 \| 泰德·東施 \| 泰德·東施 \| 泰德·東施 \| 泰德·東施 \| \| \| 娜茜莎·布萊克 \| 娜茜莎·布萊克 \| 娜茜莎·布萊克 \| 娜茜莎·布萊克 \| 娜茜莎·布萊克 \| 娜茜莎·布萊克 \| \| \| [卢修斯·马尔福] \| [卢修斯·马尔福] \| [卢修斯·马尔福] \| [卢修斯·马尔福] \| [卢修斯·马尔福] \| [卢修斯·马尔福] \| \| \| \| \| \| \| \| \| \| 天狼星·布萊克 \| 天狼星·布萊克 \| 天狼星·布萊克 \| 天狼星·布萊克 \| 天狼星·布萊克 \| 天狼星·布萊克 \| \| \| 獅子阿爾發·布萊克 \| 獅子阿爾發·布萊克 \| 獅子阿爾發·布萊克 \| 獅子阿爾發·布萊克 \| 獅子阿爾發·布萊克 \| 獅子阿爾發·布萊克 \| \| \| \| \| 貝拉·布萊克 \| 貝拉·布萊克 \| 貝拉·布萊克 \| 貝拉·布萊克 \| 貝拉·布萊克 \| 貝拉·布萊克 \| \| \| 道夫·雷斯壯 \| 道夫·雷斯壯 \| 道夫·雷斯壯 \| 道夫·雷斯壯 \| 道夫·雷斯壯 \| 道夫·雷斯壯 \| \| \| 美黛·布萊克 \| 美黛·布萊克 \| 美黛·布萊克 \| 美黛·布萊克 \| 美黛·布萊克 \| 美黛·布萊克 \| \| \| 泰德·東施 \| 泰德·東施 \| 泰德·東施 \| 泰德·東施 \| 泰德·東施 \| 泰德·東施 \| \| \| 娜茜莎·布萊克 \| 娜茜莎·布萊克 \| 娜茜莎·布萊克 \| 娜茜莎·布萊克 \| 娜茜莎·布萊克 \| 娜茜莎·布萊克 \| \| \| [卢修斯·马尔福] \| [卢修斯·马尔福] \| [卢修斯·马尔福] \| [卢修斯·马尔福] \| [卢修斯·马尔福] \| [卢修斯·马尔福] \| \| \| \| \| \| \| \| \| \| \| \| \| \| \| \| \| \| \| \| \| \| \| \| \| \| \| \| \| \| \| \| \| \| \| \| \| \| \| \| \| \| \| \| \| \| \| \| \| \| \| \| \| \| \| \| \| \| \| \| \| \| \| \| \| \| \| \| \| \| \| \| \| \| \| \| \| \| \| \| \| \| \| \| \| \| \| \| \| \| \| \| \| \| \| \| \| \| \| \| \| \| \| \| \| \| \| \| \| \| \| \| \| 雷木思·路平 \| 雷木思·路平 \| 雷木思·路平 \| 雷木思·路平 \| 雷木思·路平 \| 雷木思·路平 \| \| \| 小仙女·東施 \| 小仙女·東施 \| 小仙女·東施 \| 小仙女·東施 \| 小仙女·東施 \| 小仙女·東施 \| \| \| \| \| \| \| \| \| 德拉科·馬爾福 \| 德拉科·馬爾福 \| 德拉科·馬爾福 \| 德拉科·馬爾福 \| 德拉科·馬爾福 \| 德拉科·馬爾福 \| \| \| 翠菊·綠茵 \| 翠菊·綠茵 \| 翠菊·綠茵 \| 翠菊·綠茵 \| 翠菊·綠茵 \| 翠菊·綠茵 \| \| \| \| \| \| \| \| \| \| \| \| \| \| \| \| \| \| \| \| \| \| \| \| \| \| \| \| \| \| \| \| \| \| \| \| \| \| 雷木思·路平 \| 雷木思·路平 \| 雷木思·路平 \| 雷木思·路平 \| 雷木思·路平 \| 雷木思·路平 \| \| \| 小仙女·東施 \| 小仙女·東施 \| 小仙女·東施 \| 小仙女·東施 \| 小仙女·東施 \| 小仙女·東施 \| \| \| \| \| \| \| \| \| 德拉科·馬爾福 \| 德拉科·馬爾福 \| 德拉科·馬爾福 \| 德拉科·馬爾福 \| 德拉科·馬爾福 \| 德拉科·馬爾福 \| \| \| 翠菊·綠茵 \| 翠菊·綠茵 \| 翠菊·綠茵 \| 翠菊·綠茵 \| 翠菊·綠茵 \| 翠菊·綠茵 \| \| \| \| \| \| \| \| \| \| \| \| \| \| \| \| \| \| \| \| \| \| \| \| \| \| \| \| \| \| \| \| \| \| \| \| \| \| \| \| \| \| \| \| \| \| \| \| \| \| \| \| \| \| \| \| \| \| \| \| \| \| \| \| \| \| \| \| \| \| \| \| \| \| \| \| \| \| \| \| \| \| \| \| \| \| \| \| \| \| \| \| \| \| \| \| \| \| \| \| \| \| \| \| \| \| \| \| \| \| \| \| \| \| \| 泰迪·雷木思·卢平 \| 泰迪·雷木思·卢平 \| 泰迪·雷木思·卢平 \| 泰迪·雷木思·卢平 \| 泰迪·雷木思·卢平 \| 泰迪·雷木思·卢平 \| \| \| \| \| \| \| \| \| \| \| \| \| \| \| \| \| 天蠍· 馬爾福 \| 天蠍· 馬爾福 \| 天蠍· 馬爾福 \| 天蠍· 馬爾福 \| 天蠍· 馬爾福 \| 天蠍· 馬爾福 \| \| \| \| \| \| \| \| \| 註： 貝拉·布萊克 = 貝拉·雷斯壯； 美黛·布萊克 = 美黛·東施； 水仙·布萊克 = 水仙·馬份。 |  |                 |                 |                 |                 |                 |                 |  |  |                   |                   |                   |                   |                   |                   |                    |  |  |  |               |               |               |               |               |               |  |  |               |               |               |               |               |               |             |             |                  |                  |                  |                  |                  |                  |             |             |             |             |           |           |           |           |  |  |               |               |               |               |               |               |               |               |                 |                 |                 |                 |                 |                 |           |           |  |  |  |  |
| |  |                 |                 |                 |                 |                 |                 |  |  |                   |                   |                   |                   |                   |                   | 斐尼亞·耐吉·布莱克 |  |  |  |               |               |               |               |               |               |  |  |               |               |               |               |               |               |             |             |                  |                  |                  |                  |                  |                  |             |             |             |             |           |           |           |           |  |  |               |               |               |               |               |               |               |               |                 |                 |                 |                 |                 |                 |           |           |  |  |  |  |
| |  |                 |                 |                 |                 |                 |                 |  |  |                   |                   |                   |                   |                   |                   |                    |  |  |  |               |               |               |               |               |               |  |  |               |               |               |               |               |               |             |             |                  |                  |                  |                  |                  |                  |             |             |             |             |           |           |           |           |  |  |               |               |               |               |               |               |               |               |                 |                 |                 |                 |                 |                 |           |           |  |  |  |  |
| |  |                 |                 |                 |                 |                 |                 |  |  |                   |                   |                   |                   |                   |                   |                    |  |  |  |               |               |               |               |               |               |  |  |               |               |               |               |               |               |             |             |                  |                  |                  |                  |                  |                  |             |             |             |             |           |           |           |           |  |  |               |               |               |               |               |               |               |               |                 |                 |                 |                 |                 |                 |           |           |  |  |  |  |
| |  | 沃布爾加·布萊克 | 沃布爾加·布萊克 | 沃布爾加·布萊克 | 沃布爾加·布萊克 | 沃布爾加·布萊克 | 沃布爾加·布萊克 |  |  | 獵戶星·布萊克     | 獵戶星·布萊克     | 獵戶星·布萊克     | 獵戶星·布萊克     | 獵戶星·布萊克     | 獵戶星·布萊克     |                    |  |  |  | 天鵝星·布萊克 | 天鵝星·布萊克 | 天鵝星·布萊克 | 天鵝星·布萊克 | 天鵝星·布萊克 | 天鵝星·布萊克 |  |  | 卓雅拉·羅西兒 | 卓雅拉·羅西兒 | 卓雅拉·羅西兒 | 卓雅拉·羅西兒 | 卓雅拉·羅西兒 | 卓雅拉·羅西兒 |             |             |                  |                  |                  |                  |                  |                  |             |             |             |             |           |           |           |           |  |  |               |               |               |               |               |               |               |               |                 |                 |                 |                 |                 |                 |           |           |  |  |  |  |
| |  | 沃布爾加·布萊克 | 沃布爾加·布萊克 | 沃布爾加·布萊克 | 沃布爾加·布萊克 | 沃布爾加·布萊克 | 沃布爾加·布萊克 |  |  | 獵戶星·布萊克     | 獵戶星·布萊克     | 獵戶星·布萊克     | 獵戶星·布萊克     | 獵戶星·布萊克     | 獵戶星·布萊克     |                    |  |  |  | 天鵝星·布萊克 | 天鵝星·布萊克 | 天鵝星·布萊克 | 天鵝星·布萊克 | 天鵝星·布萊克 | 天鵝星·布萊克 |  |  | 卓雅拉·羅西兒 | 卓雅拉·羅西兒 | 卓雅拉·羅西兒 | 卓雅拉·羅西兒 | 卓雅拉·羅西兒 | 卓雅拉·羅西兒 |             |             |                  |                  |                  |                  |                  |                  |             |             |             |             |           |           |           |           |  |  |               |               |               |               |               |               |               |               |                 |                 |                 |                 |                 |                 |           |           |  |  |  |  |
| |  |                 |                 |                 |                 |                 |                 |  |  |                   |                   |                   |                   |                   |                   |                    |  |  |  |               |               |               |               |               |               |  |  |               |               |               |               |               |               |             |             |                  |                  |                  |                  |                  |                  |             |             |             |             |           |           |           |           |  |  |               |               |               |               |               |               |               |               |                 |                 |                 |                 |                 |                 |           |           |  |  |  |  |
| |  |                 |                 |                 |                 |                 |                 |  |  |                   |                   |                   |                   |                   |                   |                    |  |  |  |               |               |               |               |               |               |  |  |               |               |               |               |               |               |             |             |                  |                  |                  |                  |                  |                  |             |             |             |             |           |           |           |           |  |  |               |               |               |               |               |               |               |               |                 |                 |                 |                 |                 |                 |           |           |  |  |  |  |
| |  | 天狼星·布萊克   | 天狼星·布萊克   | 天狼星·布萊克   | 天狼星·布萊克   | 天狼星·布萊克   | 天狼星·布萊克   |  |  | 獅子阿爾發·布萊克 | 獅子阿爾發·布萊克 | 獅子阿爾發·布萊克 | 獅子阿爾發·布萊克 | 獅子阿爾發·布萊克 | 獅子阿爾發·布萊克 |                    |  |  |  | 貝拉·布萊克   | 貝拉·布萊克   | 貝拉·布萊克   | 貝拉·布萊克   | 貝拉·布萊克   | 貝拉·布萊克   |  |  | 道夫·雷斯壯   | 道夫·雷斯壯   | 道夫·雷斯壯   | 道夫·雷斯壯   | 道夫·雷斯壯   | 道夫·雷斯壯   |             |             | 美黛·布萊克      | 美黛·布萊克      | 美黛·布萊克      | 美黛·布萊克      | 美黛·布萊克      | 美黛·布萊克      |             |             | 泰德·東施   | 泰德·東施   | 泰德·東施 | 泰德·東施 | 泰德·東施 | 泰德·東施 |  |  | 娜茜莎·布萊克 | 娜茜莎·布萊克 | 娜茜莎·布萊克 | 娜茜莎·布萊克 | 娜茜莎·布萊克 | 娜茜莎·布萊克 |               |               | [卢修斯·马尔福] | [卢修斯·马尔福] | [卢修斯·马尔福] | [卢修斯·马尔福] | [卢修斯·马尔福] | [卢修斯·马尔福] |           |           |  |  |  |  |
| |  | 天狼星·布萊克   | 天狼星·布萊克   | 天狼星·布萊克   | 天狼星·布萊克   | 天狼星·布萊克   | 天狼星·布萊克   |  |  | 獅子阿爾發·布萊克 | 獅子阿爾發·布萊克 | 獅子阿爾發·布萊克 | 獅子阿爾發·布萊克 | 獅子阿爾發·布萊克 | 獅子阿爾發·布萊克 |                    |  |  |  | 貝拉·布萊克   | 貝拉·布萊克   | 貝拉·布萊克   | 貝拉·布萊克   | 貝拉·布萊克   | 貝拉·布萊克   |  |  | 道夫·雷斯壯   | 道夫·雷斯壯   | 道夫·雷斯壯   | 道夫·雷斯壯   | 道夫·雷斯壯   | 道夫·雷斯壯   |             |             | 美黛·布萊克      | 美黛·布萊克      | 美黛·布萊克      | 美黛·布萊克      | 美黛·布萊克      | 美黛·布萊克      |             |             | 泰德·東施   | 泰德·東施   | 泰德·東施 | 泰德·東施 | 泰德·東施 | 泰德·東施 |  |  | 娜茜莎·布萊克 | 娜茜莎·布萊克 | 娜茜莎·布萊克 | 娜茜莎·布萊克 | 娜茜莎·布萊克 | 娜茜莎·布萊克 |               |               | [卢修斯·马尔福] | [卢修斯·马尔福] | [卢修斯·马尔福] | [卢修斯·马尔福] | [卢修斯·马尔福] | [卢修斯·马尔福] |           |           |  |  |  |  |
| |  |                 |                 |                 |                 |                 |                 |  |  |                   |                   |                   |                   |                   |                   |                    |  |  |  |               |               |               |               |               |               |  |  |               |               |               |               |               |               |             |             |                  |                  |                  |                  |                  |                  |             |             |             |             |           |           |           |           |  |  |               |               |               |               |               |               |               |               |                 |                 |                 |                 |                 |                 |           |           |  |  |  |  |
| |  |                 |                 |                 |                 |                 |                 |  |  |                   |                   |                   |                   |                   |                   |                    |  |  |  |               |               |               |               |               |               |  |  |               |               |               |               | 雷木思·路平   | 雷木思·路平   | 雷木思·路平 | 雷木思·路平 | 雷木思·路平      | 雷木思·路平      |                  |                  | 小仙女·東施      | 小仙女·東施      | 小仙女·東施 | 小仙女·東施 | 小仙女·東施 | 小仙女·東施 |           |           |           |           |  |  |               |               | 德拉科·馬爾福 | 德拉科·馬爾福 | 德拉科·馬爾福 | 德拉科·馬爾福 | 德拉科·馬爾福 | 德拉科·馬爾福 |                 |                 | 翠菊·綠茵       | 翠菊·綠茵       | 翠菊·綠茵       | 翠菊·綠茵       | 翠菊·綠茵 | 翠菊·綠茵 |  |  |  |  |
| |  |                 |                 |                 |                 |                 |                 |  |  |                   |                   |                   |                   |                   |                   |                    |  |  |  |               |               |               |               |               |               |  |  |               |               |               |               | 雷木思·路平   | 雷木思·路平   | 雷木思·路平 | 雷木思·路平 | 雷木思·路平      | 雷木思·路平      |                  |                  | 小仙女·東施      | 小仙女·東施      | 小仙女·東施 | 小仙女·東施 | 小仙女·東施 | 小仙女·東施 |           |           |           |           |  |  |               |               | 德拉科·馬爾福 | 德拉科·馬爾福 | 德拉科·馬爾福 | 德拉科·馬爾福 | 德拉科·馬爾福 | 德拉科·馬爾福 |                 |                 | 翠菊·綠茵       | 翠菊·綠茵       | 翠菊·綠茵       | 翠菊·綠茵       | 翠菊·綠茵 | 翠菊·綠茵 |  |  |  |  |
| |  |                 |                 |                 |                 |                 |                 |  |  |                   |                   |                   |                   |                   |                   |                    |  |  |  |               |               |               |               |               |               |  |  |               |               |               |               |               |               |             |             |                  |                  |                  |                  |                  |                  |             |             |             |             |           |           |           |           |  |  |               |               |               |               |               |               |               |               |                 |                 |                 |                 |                 |                 |           |           |  |  |  |  |
| |  |                 |                 |                 |                 |                 |                 |  |  |                   |                   |                   |                   |                   |                   |                    |  |  |  |               |               |               |               |               |               |  |  |               |               |               |               |               |               |             |             | 泰迪·雷木思·卢平 | 泰迪·雷木思·卢平 | 泰迪·雷木思·卢平 | 泰迪·雷木思·卢平 | 泰迪·雷木思·卢平 | 泰迪·雷木思·卢平 |             |             |             |             |           |           |           |           |  |  |               |               |               |               |               |               | 天蠍· 馬爾福  | 天蠍· 馬爾福  | 天蠍· 馬爾福    | 天蠍· 馬爾福    | 天蠍· 馬爾福    | 天蠍· 馬爾福    |                 |                 |           |           |  |  |  |  |

## 演出

### 電影
在哈利波特系列八部電影中，德拉科·馬爾福一角都是由湯姆·費爾頓飾演。在確定飾演德拉科·馬爾福一角前，費爾頓曾為哈利·波特和榮恩·衛斯理的角色試鏡。費爾頓為眾多地方的首映、文章和採訪作出貢獻，並於2003年9月22日跟飾演妙麗·格蘭傑的女演員愛瑪·屈臣憑著《哈利波特：消失的密室》共同獲得迪士尼頻道的「最佳DVD影碟」；他亦憑著其飾演的德拉科·馬爾福一角，於《2010年MTV電影頒獎禮》及《2011年MTV電影頒獎禮》上，贏得「MTV電影獎最佳反派」。
由於費爾頓的演譯，使德拉科·馬爾福長大而成為了該系列中最受歡迎的人氣角色之一，受到許多年輕女性粉絲的熱愛。費爾頓很快成為了許多女性粉絲的代名詞，這讓羅琳很沮喪。羅琳表示自己並不希望讀者喜歡德拉科·馬爾福，她指：
|  | 我很氣餒，也不明白為何自己會創造出令女孩著迷的反派角色。基本上德拉科·馬爾福就是個小流氓......現在的女孩對於反派的黑暗魅力，存在了過多的浪漫幻想。—— 羅琳。 |

|  | 我試圖清楚地區分湯姆·費爾頓，他是一個英俊的小男孩，而德拉科·馬爾福不管他長得怎樣都不是個好人。這是一種浪漫但不健康的事，不幸的是，女孩們的錯覺太普遍了......看到年輕女孩們對這個非常不完美的角色投入誓死不渝的獻身精神，這實際上讓我有點擔憂......我的意思是，我理解它的心理，但它也蠻不健康。—— 羅琳。 |

羅琳還指出，馬份於電影中肯定很時尚。

### 舞台作品
在舞台劇《哈利波特－被詛咒的孩子》中，德拉科·馬爾福一角由阿歷士·派斯飾演，後來由詹姆斯·霍華德飾演。該舞台劇探索了德拉科·馬爾福於霍格華茲大戰後以及戲劇中事件發生之前的一些生活。由於他跟食死徒相處期間的慘痛經歷，以及對自己作為食死徒的犯罪行為的悔恨，德拉科·馬爾福經已意識到自己方式上的錯誤，因此放棄了他從小就接受並相信古老的純血統信念。這明顯引起了他跟其父母之間的摩擦（儘管他們已叛離了伏地魔，然而他們仍然堅持著那些信念）。隨著德拉科·馬爾福逐漸長大成人，他跟愛上了同樣是史萊哲林學院的女生—阿斯托利雅·綠茵，她也目睹了戰爭和舊信念所帶來的屠殺與恐怖（儘管相比德拉科少）。這段戀情和最終的婚姻進一步讓德拉科·馬爾福的父母更加失望，因為他們期待巫師世界最古老的純血家族之一，也是一個有著古老純血信念化身的一個人是更合適的人選。儘管德拉科失去了其父母的寵愛，然而作為獨生子的他仍然能夠繼承了馬份家族的巨額財富，這使他能獨立富裕而毋須工作。此外，他的繼承權還包括其父親收藏的黑魔法文物。
德拉科在該舞台劇中保持著其父親的風格，就如他的長髮。由於德拉科得知其妻子阿斯托利雅家族的血統詛咒，該詛咒可能會縮短其壽命並不允許她活到老年，而分娩會進一步削弱她的生命，因此他於婚後最初考慮不生育子女，让马尔福家族终于他那一代，來讓阿斯托利雅能夠活得長久些（這讓魯休思感到很失望）。然而阿斯托利雅說服他不要這樣做，因為她想要一個孩子的想法並非為了純血的信念，而是為了他，這樣的話，若有一天她死了，他便不會孤單。後來，德拉科·馬爾福的第一個也是唯一的孩子—天蠍·海柏利昂·馬尔福就這樣誕生了。
德拉科·馬爾福跟他的兒子天蠍一起出場。作為父親，德拉科對天蠍的教養非常嚴格，並教導他不要相信舊有的純血統信念，並把他培養成一個比德拉科小時候更好的孩子，並願意接受兒子因違反校規而受到懲罰。儘管他跟哈利於在學期間有過互有敵意的歷史，他也支持天蠍跟哈利·波特的幼子阿不思·賽佛勒斯·波特成為朋友的決定，二人後來更成為了最好的朋友。儘管天蠍的出生導致阿斯托利雅的健康進一步惡化，並最終導致她於14年後逝世，然而德拉科卻認為其兒子的出生是他人生中最偉大的一天。據透露，天蠍的母親去世的時候，正是天蠍於霍格華茲的第四年，德拉科也在那個時候成為了鰥夫。鼓勵著兒子跟阿不思成為朋友的德拉科，他甚至相信阿不思能幫助天蠍治癒其失去母親的痛苦。他非常重視兒子間的友誼，以至於他親自到波特家勇敢地面對試圖把兩個最好朋友分開的哈利。儘管面對其過去的宿敵變得更加有禮，然而德拉科仍然對他們保持冷漠和充滿嘲諷，包括繼續嘲笑哈利與他的朋友們，以及對金妮邀請天蠍留在波特家的請求時發出冷淡的回覆。當他們因為共同的利益而團結起來拯救兩人的兒子時，這些感覺才開始逐漸消散。他還被揭露一直羨慕著哈利擁有像榮恩·衛斯理和妙麗·格蘭傑（後者成為了魔法部部長）般的真正朋友，而他卻只有克拉和高爾二人，他們並不能成為德拉科·馬爾福的真正朋友。
德拉科於該戲劇中慢慢地跟哈利與他的朋友們和好，因為眾人踏上了從佛地魔的女兒—德爾菲尼（Delphini）手中拯救兩人兒子的旅程，這表明了他對哈利作為朋友的緩慢但逐漸的承認，以及他作為食死徒過去之直截了當的譴責。

## 相關情節

### 神秘的魔法石
德拉科·馬爾福首次出現在該系列的小說中，當時他跟哈利·波特於斜角巷的摩金夫人各式長袍店內試穿校服時相遇。沒有意識到店裡的男孩是哈利·波特—那個孩子的父母於他一歲時遭到強大的黑魔法巫師佛地魔謀殺，德拉科跟他進行禮貌的交談。不過，當德拉科問及其父母是否「我們的同類（純血巫師）」時，哈利被德拉科的傲慢所疏遠。德拉科隨後宣稱「另一種人（麻瓜出身）」的巫師由於「他們從來沒有被培養成了解我們的方式」而不應該獲允許進入霍格華茲魔法與巫術學院就讀。兩個男孩在沒有自我介紹的情況下分手，但兩人於霍格華茲特快列車上再遇。在德拉科福嘲笑榮恩·衛斯理的家人後，哈利拒絕了其交友邀請，握手就證明了這一點，他們之間的相互對抗也由此而生。根據羅琳的說法，德拉科·馬爾福最初由於「因為哈利非常有名，作為哈利·波特的朋友在學校出現會很酷」而努力成為哈利的朋友。然而，因為德拉科對哈利非常喜歡的魯霸·海格和榮恩·衛斯理如此粗魯，以致哈利不想跟德拉科成為朋友。在第一年的學院分類儀式上，分類帽在幾乎沒有碰到其頭部的情況下把他送進了史萊哲林學院，所有的壞巫師幾乎都是由該學院培養，他在那裡立即成為了魔藥學教授老師兼和史萊哲林學院的負責教授賽佛勒斯·斯內普最愛的學生，斯內普也是所謂的佛地魔的追隨者。德拉科在事先秘密通知了阿各·飛鼠之後，試圖透過欺騙哈利參與午夜巫師的決鬥以驅逐哈利，但當哈利避開飛鼠並安全返回宿舍時，他的計劃終告失敗。

### 消失的密室
德拉科·馬爾福在其父親魯休思·馬爾福向學院捐贈了高質量的新飛天掃帚「光輪2001」後，他便成為了史萊哲林學院魁地奇球隊的新任搜捕手。當妙麗·格蘭傑評論指葛萊分多的球員是透過天賦而非賄賂來組建球隊時，德拉科回應指她是「麻種（Mudblood）」。這引起了榮恩·衛斯理立即的強烈反應。由於德拉科對麻瓜出身者的蔑視，使哈利、榮恩和妙麗懷疑著他就是最近把消失的密室之門重新打開的「史萊哲林的傳人」。哈利與榮恩以變身水偽裝成克拉和高爾，並潛入史萊哲林的公共休息室以試圖收集更多信息，隨後他們意識到他們最初對德拉科的懷疑是錯誤的，他們誤會德拉科·馬爾福此事，也明白了人不可貌相。

### 阿茲卡班的逃犯
在魯霸·海格首次擔任奇獸飼育學導師期間，鷹馬巴嘴（Buckbeak）在德拉科·馬爾福沒有遵守適當的協議下接近並侮辱牠時遭到攻擊。他誇大了自己的傷勢，讓史萊哲林學院有機會把他們跟葛萊分多學院的魁地奇比賽推遲至該年晚些時候，並試圖讓海格被解僱。當德拉科·馬爾福嘲笑海格為巴嘴的死刑判決哭泣時，他被妙麗打了一拳。跩哥暗示自己知道天狼星·布萊克是如何捲入哈利父母的死亡的事件中，他還嘲笑哈利關於布萊克即將到來的威脅，說：「如果是我，我想報仇。我會親自追捕他。」

### 火盃的考驗
在哈利意外獲選為三巫鬥法大賽的冠軍代表之後，德拉科向哈利展示了一個「支持西追·迪哥里」，按下它然後便會出現並替換為短語「波特很臭」的襟章，用來嘲笑哈利。德拉科還向《預言家日報》的黑幕揭發記者麗塔·史譏揭秘，提供了有關哈利與海格的惡意而且通常是虛假的信息。當德拉科試圖在背後向哈利施展詛咒時，黑魔法防禦術教授阿拉特·穆敵（實際上是小巴堤·柯羅奇透過變身水假冒）當眾羞辱他，把他變成了一隻雪貂並反復將牠摔倒並撞到地上，還把他丟進高爾的褲子裡。

### 鳳凰會的密令
德拉科·馬爾福跟佩茜·帕金森一起被任命為史萊哲林學院的級長。隨著葛萊分多於魁地奇比賽中戰勝了史萊哲林之後，德拉科·馬爾福侮辱了哈利與衛斯理雙胞胎的家人，使他們於賽後的毆鬥中對他作出攻擊，令哈利與衛斯理雙胞胎被罰禁止進入葛萊分多魁地奇球隊。跩哥後來加入到桃樂絲·恩不里居的督察小隊，在揭露鄧不利多的軍隊之過程中扮演著重要的角色。當鄧不利多的軍隊成員逃離了萬應室，德拉科在抓到哈利後替史萊哲林學院贏得50分，並協助把幾名成員囚禁於恩不里居的辦公室，直至金妮·衛斯理展示了其著名的蝙蝠精咒（Bat-Bogey Hex）讓他們自由。
在德拉科·馬爾福的父親跟其他食死人在神秘事務司的事件被捕，並且被判處到阿茲卡班入獄後，德拉科有兩次試圖向哈利復仇，但斯內普和麥格教授阻止了他的第一次嘗試，然而在乘坐霍格華茲特快列車回家時，德拉科、克拉和高爾被幾名鄧不利多的軍隊成員來為哈利作防禦，他們以一連串的毒咒把三人變成了巨大的蛞蝓。

### 混血王子的背叛
德拉科·馬爾福於這一輯裡更直接地參與食死人的活動，由於其父親盧修斯被捕並失去佛地魔的寵愛，其母親娜茜莎·馬爾福及姨媽貝拉·雷斯壯到訪石內卜的家以商討佛地魔交給德拉科·馬爾福的一項危險任務。非常擔心其兒子會在他試圖完成任務時被殺的母親，她懇求斯內普立下不破誓以協助德拉科完成這項任務並不惜一切代價保護他，若德拉科不能完成的話，他會由自己完成；他同意。
在隱形斗篷下的哈利、榮恩和妙麗秘密地跟隨德拉科來到夜行巷的一間黑魔法物品商店—波金與伯克氏。德拉科威脅著波金先生替他修理一件物品並為他保管另一件。德拉科向波金先生展示其手臂上的東西，哈利認為那是佛地魔標誌的黑魔標記，儘管哈利是否正確從未得到證實（德拉科於電影中展示了其手臂上鄧不利多的黑魔標記）。在霍格華茲特快列車上，哈利暗中監視著德拉科，並在無意中偷聽到他跟其他幾名史萊哲林的人討論佛地魔的任務。德拉科得知哈利在場後，待列車到站後，當只剩下獨自一人在車廂裡，他使哈利固定咒讓他無法動彈並打斷他的鼻子，導致哈利更加討厭德拉科。哈利被困在火車上，直到小仙女·東施把他救了（電影中的是露娜·羅古德）。哈利一年中的大部分時間都在他的劫盜地圖上追蹤著德拉科的去向，但當德拉科進入到萬應室後，他就失去了蹤跡。當凱蒂·貝爾於活米村處理一條受詛咒的項鍊後差點喪命，以及榮恩因喝下有毒的蜂蜜酒差點喪命時，哈利懷疑德拉科就是這兩宗襲擊的幕後黑手。
德拉科·馬爾福自從在該系列中被介紹以來，他於這輯小說中被描繪為具有相當的主動性、獨創性和毅力。然而他跟總是依賴朋友的支持與幫助的哈利有所不同，德拉科·馬爾福大部分時間都在萬應室裡獨自工作，並拒絕向自己的朋友圈傾訴或參與，他待二人更多地視為下屬。這一點，以及他意識到自己最終應該做甚麼的實現，差點把他逼至精神崩潰的地步。當哈利走進愛哭鬼麥朵的浴室見到正在哭泣的德拉科·馬爾福時，德拉科企圖向他施展酷刑咒。哈利從神秘的混血王子的課本中學到了一個毫不起眼的咒語—撕淌三步殺（Sectumsempra），從而讓哈利平局的速度更快。該咒語於德拉科的臉及胸膛劃下深深的傷口，導致他大量失血。被麥朵的尖叫聲警醒的石內卜，迅速趕到並治癒了德拉科的傷勢，然後把他到帶學校的醫院側翼。
接近尾聲時，德拉科在天文塔伏擊並解除了嚴重虛弱的鄧不利多之武裝。德拉科在解除了鄧不利多的武裝後，鄧不利多平靜地跟這受驚的少年講道理，並說服他說出自己是如何按照佛地魔的命令利用受詛咒的項鍊和有毒的蜂蜜酒來殺害校長。馬爾福還透露指自己修復了萬應室裡的消失衣櫥作為食死人進入霍格華茲的入口。德拉科對殺害鄧不利多顯得猶豫不決，最終他放下其魔杖。鄧不利多親自派遣的斯內普來到，後來他帶著德拉科逃離霍格華茲。
正如他跟鄧不利多的對峙中所揭示的那樣，德拉科·馬爾福是個缺乏安全感的男孩，他無法進行冷血的謀殺，並在自己和其父母的死亡威脅下被迫服從執行佛地魔的命令。哈利被他在浴室的事件及跟德拉科決鬥的結果嚇壞了，他對其老對手感到「他的厭惡夾雜著最微小的一滴憐憫」。在2005年的一次採訪中，羅琳透露她喜歡在這本小說中對德拉科的寫作，而且這個角色也「成長了很多」。

### 死神的聖物
馬爾福一家仍然是佛地魔不情願的追隨者，佛地魔現在把他們的家作為他的食死人總部，德拉科還親眼目睹佛地魔謀殺麻瓜研究的教授慈恩·波八吉。哈利偶爾會看到德拉科被迫執行佛地魔的命令而令人不安景象的幻覺，並感到「噁心...對於佛地魔現在對德拉科的利用感到噁心」。當哈利、羅恩和妙麗三人被捉拿至馬爾福莊園，德拉科被要求辨認出他們，儘管他們清晰可辨，但他只是模棱兩可地回答「可能是」。在多比率領從德拉科莊園成功逃脫期間，哈利制服了德拉科並奪走了他的魔杖。哈利、榮恩和妙麗於萬應室尋找雷文克勞的王冕時，德拉科跟克拉與高爾一起試圖活捉哈利（電影版本裡的是布雷司·剎比而不是克拉）。然而克拉（電影版本中的高爾）違抗德拉科的命令並試圖通過施放致命的惡魔之火（Fiendfyre）把那三人組殺害；然而由於他無法控制該咒語，他在三人組營救德拉科和高爾（電影中的剎比）期間死於大火中。儘管德拉科對克拉及高爾經常表現出居高臨下和輕視的態度（待他們如下屬），但他仍會為失去朋友而感到悲傷。在霍格華茲大戰中，有人看到德拉科正在懇求一個似乎打算殺害他的食死徒。他再一次被哈利及羅恩救了出來，後者於試圖安撫食死徒而在隱形斗篷下打了德拉科的臉。
大約就在這個時候，儲思盆顯示鄧不利多知道自己被佛地魔的指環詛咒後快要死了，然而為了避免德拉科的靈魂永遠被謀殺所玷污，鄧不利多與石內卜預先安排了自己的死亡。佛地魔在企圖殺害鄧不利多的過程中打算讓德拉科死亡，這樣盧修斯就會因為未能從魔法部取回預言而受到懲罰。
在哈利遭索命咒擊中後，佛地魔命令水仙確認哈利確實經已死亡的事實。她察覺到哈利的心跳，但她對佛地魔撒謊，因為她知道若食死人「作為征服軍隊的一部分」回到霍格華茲的話，她就能夠尋找她的兒子。德拉科在哈利跟佛地魔的最終對決時，德拉科把接骨木魔杖掉給哈利（這幕電影被刪，導演認為這不符合德拉科人設），但當他跟其父母為了他們的人身安全而逃離這場戰鬥時，從而讓他影響了結果：情節轉折揭示了於解除鄧不利多的武裝時德拉科不知不覺地成為了接骨木魔杖的主人，儘管德拉科從未真正的擁有過這根魔杖。該魔杖的忠誠轉移至擊敗了其主人的巫師身上，因此哈利在馬爾福莊園搶到了德拉科的魔杖，成為了接骨木魔杖的新主人；這樣就可以阻止佛地魔運用其所有力量。最後，正是娜茜莎為哈利之死向佛地魔撒謊，才讓馬爾福一家得以避過被監禁於阿茲卡班的命運。

#### 後記
在結語中，德拉科·馬爾福已婚並育有一子—天蠍·馬份。德拉科於當中的髮際線後退了，讓他的臉龐看起來更尖了。雖然德拉科跟哈利說不上是朋友，但他對哈利在某種程度上減少了敵意，並且在國王十字車站看見哈利、羅恩、妙麗和金妮後，他跟他們輕輕地點頭。

## 迴響及評價
在皇家阿爾伯特音樂廳的一次採訪中，羅琳指出相比哈利，男孩們更喜歡打扮成德拉科·馬爾福，而且人們「越來越喜歡德拉科」，讓她覺得「有點令人擔憂」。在同一個採訪中，史提芬·弗萊指出，就像哈利遇到馬爾福一樣，他發現魔法世界也存在著種族主義，許多掌權的人物可能「像我們的世界一樣骯髒和腐敗」。弗萊還指出，雖然「德拉科、克拉和高爾幾乎是無可救藥的壞人」，然而他跟他的同伴有所不同，德拉科·馬爾福「相當時尚」。《IGN》還把德拉科·馬爾福列作《哈利波特》頂級角色中的第九位。

## 流行文化
巫師搖滾樂隊德拉科與馬爾福家族的歌詞靈感來自《哈利波特》書籍，但也是來自德拉科·馬爾福的觀點。就像哈利與波特氏，德拉科與馬爾福家族的成員將自己打扮成霍格華茲的學生，在這種情況下穿著史萊哲林的主題裝束。他們所演奏的音樂靈感來自《哈利波特》系列。
德拉科於不同的影視戲劇作品裡出現：

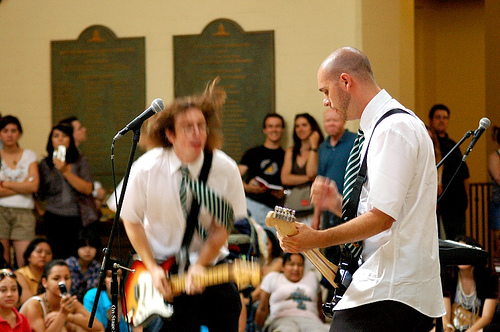
2006年7月，樂隊跩哥與馬份家族於洛杉磯公共圖書館的表演。

- 電視影集《少年魔法師》裡的「巫師學校第1部分」和「巫師學校第2部分」中戲仿著耶爾科·馮力士（Jerko Phoenix），在當中阿歷斯和賈斯汀·魯索（Alex and Justin Russo）到一所名為Wiz-tech的魔法學校上課，那裡每個人都穿著黃色和黑色的長袍，以及讓人想起哈利·波特的眼鏡[28]；
- 德拉科還在《All That（英语：All That）》裡的小品中以薩科（Sacco）的身份出現（由肖恩·萊昂斯（英语：Shane Lyons）飾演），哈利·球膽（Harry Bladder）跟其他學生於當中經常遭到薩科的惡作劇；
- 在舞台劇《哈利·波特與討厭的聲音[29]》中，可以看到馬爾福跟海格和催狂魔的互動[30]；
- 在《大咬一口（英语：Big Bite）》的小品中被戲仿，德拉科在當中被稱為郵遞小子（其父親魯休思被戲仿為郵遞員）；
- 德拉科還出現於尼爾·西塞雷加（英语：Neil Cicierega）的《波特木偶夥伴（英语：Potter Puppet Pals）》的草圖中，德拉科在《木偶跩哥》的一集裡出現，他跟所有其他角色有所不同，他只簡單地以紙張製成，是個較小的木偶，並由木偶哈利握住並發出聲音。哈利為了折磨他而創造了他，在木偶「惹惱」了哈利後，他對紙製的德拉科做了一系列奇怪的事情，最終把它放到爐子上燒掉了；
- 在《非常波特的音樂劇（英语：A Very Potter Musical）》裡，德拉科的角色由女演員羅倫·洛佩茲（Lauren Lopez）飾演。在其中，他對妙麗有著非常明顯的迷戀，並花費大量時間擺姿勢和在地板上滾來滾去。